# Matchless
Matchless – jedna z najstarszych marek brytyjskich motocykli, produkowana w  Plumstead (obecnie Londyn) w latach 1899 – 1966. W ofercie firmy znajdowało się wiele produktów, od małych dwusuwowych konstrukcji po dwucylindrowe czterosuwowe jednostki o pojemności 750 cm³. Motocykle Matchless mają bogatą historię udziału w wyścigach. Między innymi Charlie Collier na motocyklu Matchless 431cc wygrał pierwszy wyścig jednocylindrowych pojazdów w pierwszym w historii Isle of Man TT w 1907.
W 1938 Matchless i AJS stały się częścią Associated Motor Cycles (AMC), w której  obie firmy produkowały swoje modele pod własnymi markami. Podczas fuzji, które miały miejsce w brytyjskim przemyśle motocyklowym w latach 60. XX w., czterosuwowy bliźniak Matchless został zastąpiony bliźniaczym Nortonem, kończąc długą historię niezależnej produkcji. W 1966 AMC zbankrutowało. Manganese Bronze (który był również właścicielem Villiers Motorcycles) wykupił je, tworząc nową firmę, Norton-Villiers, z  pozostania w brytyjskim przemyśle motocyklowym. Planowali to zrobić za pomocą nowego motocykla: Norton Commando
.

## Modele - galeria

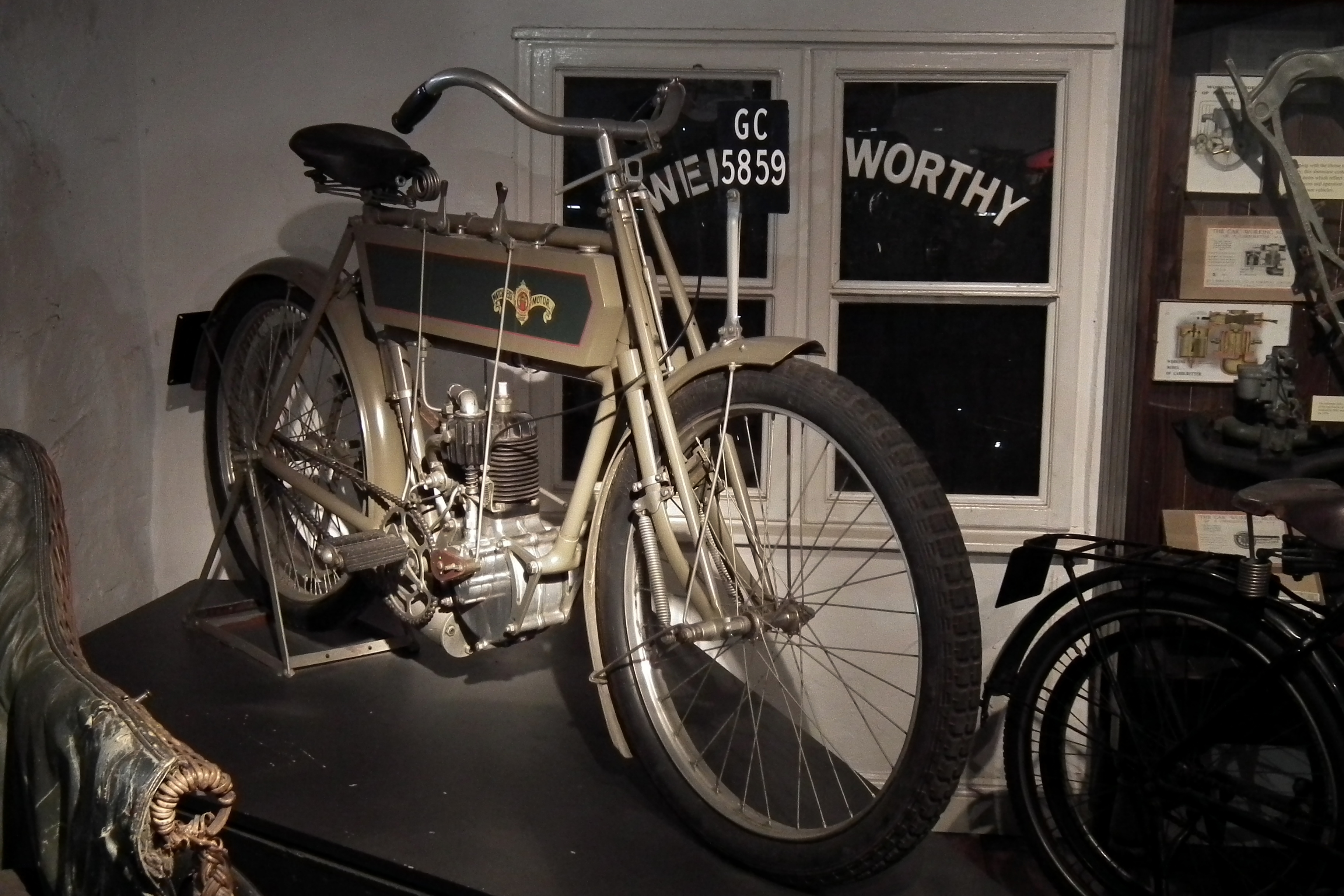
Motocykl Matchless 2½ KM (1905)
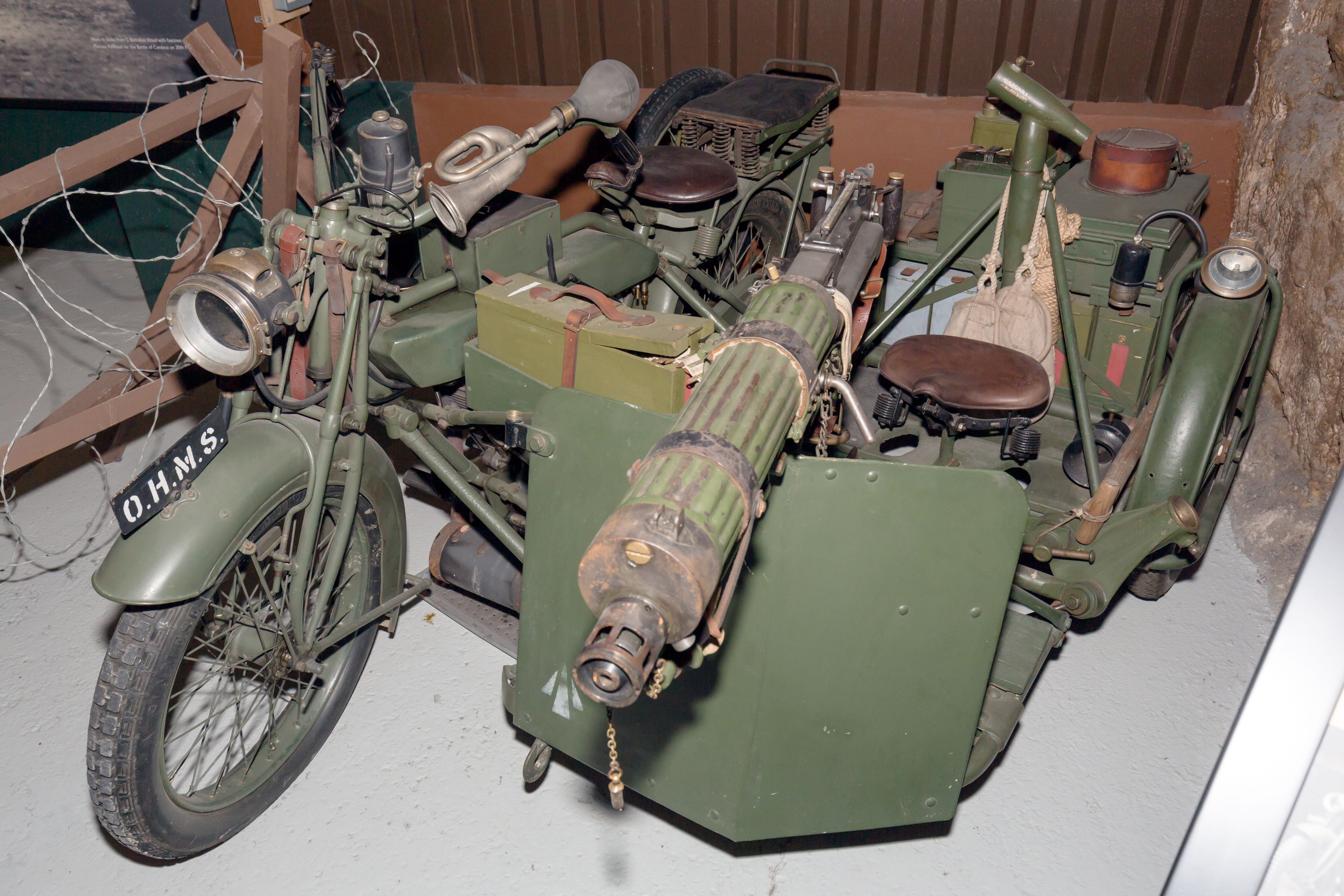
Motocykl wojskowy Matchless z bocznym wózkiem (2017)
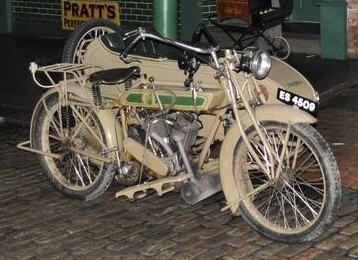
Motocykl Matchless Model H (1922)
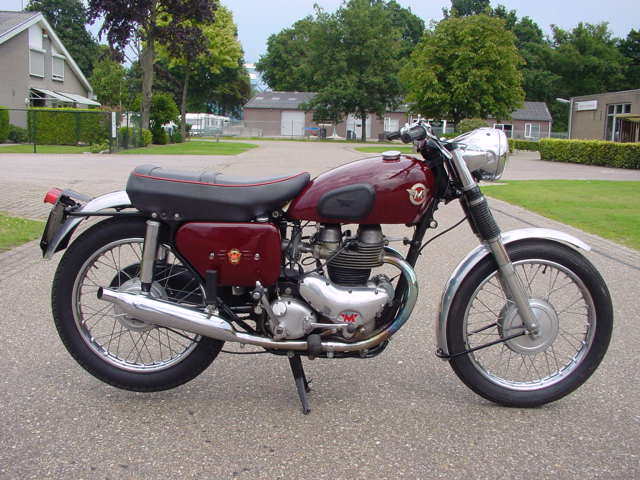
Matchless G11 600 cm³ (1958)
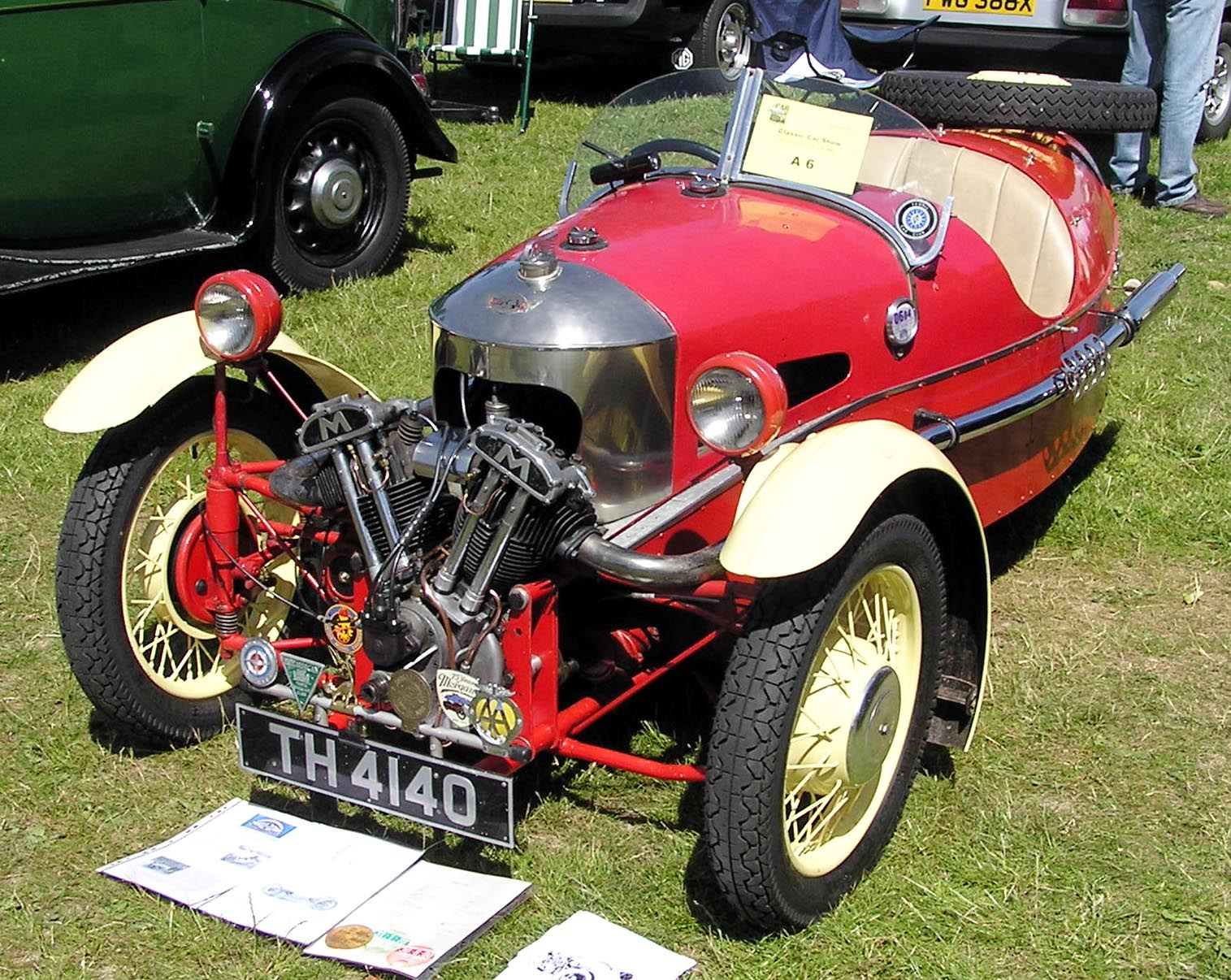
Morgan Super Sports z silnikiem Matchless (1934)